# Vodárenská věž (Freising)
Vodárenská věž ve bavorském Freisingu v Německu je památkově chráněná technická pamětihodnost.
Centrální vodovodní síť ve městě byla v provozu od roku 1888. K zásobování i výše položených míst pitnou vodou bylo potřeba zřídit vodárenskou věž. Pro stavbu byla vybrána lokalita u Vimských kasáren. Vodárenská věž byla dokončena roku 1906. Za materiál byl vybrán železobeton. Stavba má půdorys osmiúhelníku a nápadně připomíná styl barokní architektury. Na úrovni sedmého patra se nachází venkovní ochoz. V osmém podlaží je umístěna nádrž o objemu 100 m3. S výškou 46 metrů je vodárenská věž nejvyšší budovou ve městě. Do páté patra má věž průměr 12,5 m, mezi pátým a šestým podlažím jen 9,8 m a od sedmého patra 11,5 m. U příležitosti stého výročí prošla historicky hodnotná stavba rozsáhlou sanací.